# 소금을 내는 맷돌

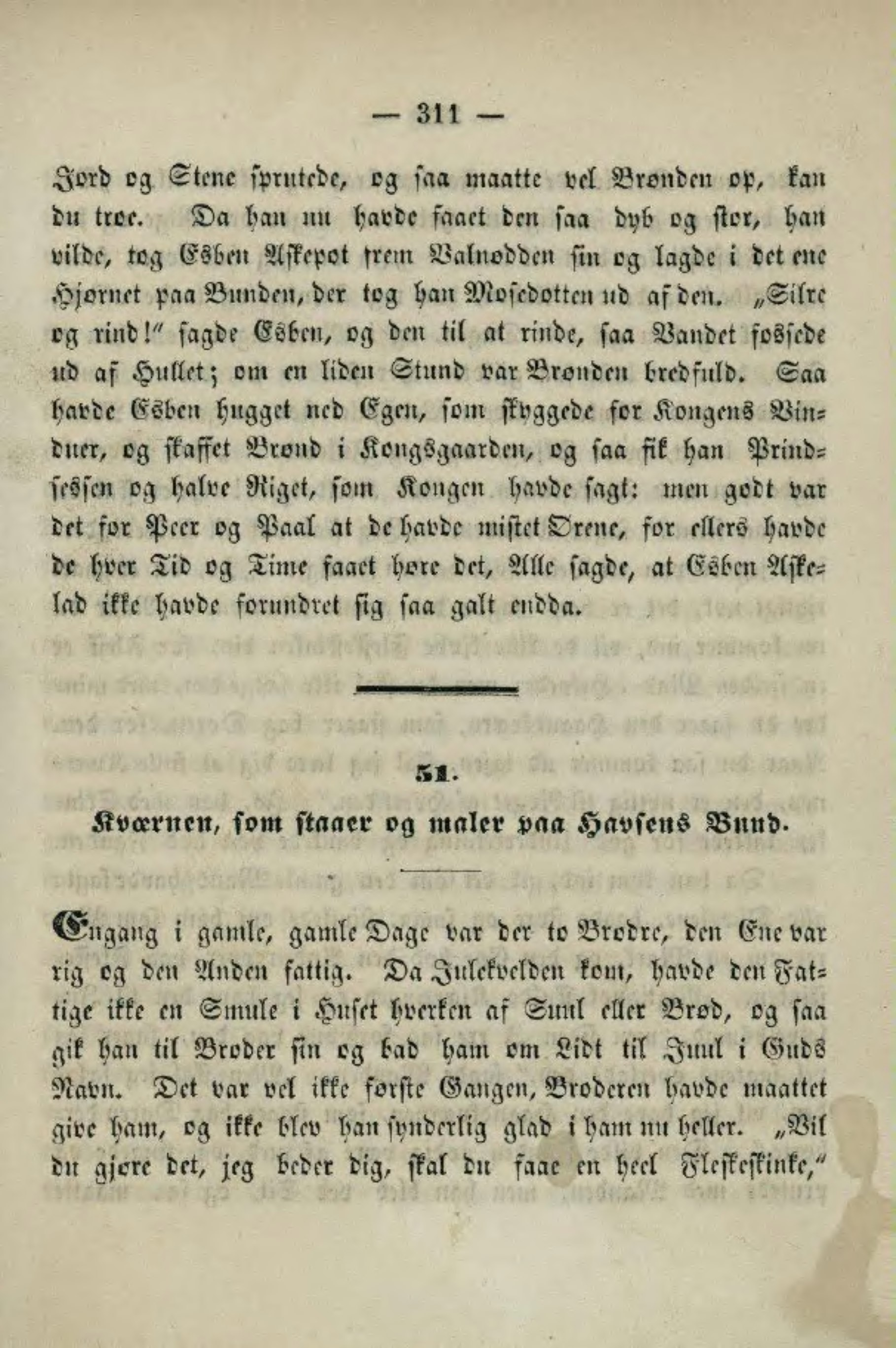

소금을 내는 맷돌은 요술 맷돌 때문에 바닷물이 짜게 되었다는 설화로, 한국을 포함해 여러 나라에 전해지고 있다.

## 한국
원하는 것은 무엇이든 내놓는 요술 맷돌을 임금이 가지고 있었다. 도둑이 이를 훔쳐 바다로 도망갔다. 도둑은 바다 위에서 맷돌을 시험해보려고 소금을 나오게 했지만 멈추는 방법을 몰라 소금이 배에 쌓여서 그대로 바다에 빠졌다. 지금도 바다 밑에는 맷돌이 계속 소금을 만들어서 바닷물이 짜게 만들고 있다.
 — 한국의 설화 요약

## 유럽
페테르 크리스텐 아스비에른센과 예르겐 모에가 수집해서 엮은 《노르웨이 민담집》(1841)에 포함되어 있다.
그리스의 설화로도 비슷한 이야기가 전해진다.